# یواس‌اس ادیرانداک (۱۸۶۲)
یواس‌اس ادیرانداک (۱۸۶۲) (به انگلیسی: USS Adirondack (1862)) یک کشتی بود که طول آن ۲۰۷ فوت ۱ اینچ (۶۳٫۱۲ متر) بود. این کشتی در سال ۱۸۶۲ ساخته شد.